# Kaaimaneilanden op de Olympische Zomerspelen 1988
De Kaaimaneilanden namen deel aan de Olympische Zomerspelen 1988 in Seoul, Zuid-Korea. Tot 1962 vielen de Kaaimaneilanden onder Jamaica en in 1960 konden sporters uit de Kaaimaneilanden meedoen onder de vlag van de West-Indische Federatie. 

## Deelnemers en resultaten

### Atletiek
| Olympiër      | Discipline      | Resultaat | Prestatie                             |
| ------------- | --------------- | --------- | ------------------------------------- |
| Paul Hurlston | speerwerpen (m) | 37e       | kwalificatie groep A: 19de met 62,34m |
|               |                 |           |                                       |
| Michelle Bush | marathon (v)    | 52e       | 2:51.30                               |

### Wielersport
| Olympiër                                             | Discipline         | Resultaat | Prestatie                                                               |
| Baan                                                 | Baan               | Baan      | Baan                                                                    |
| ---------------------------------------------------- | ------------------ | --------- | ----------------------------------------------------------------------- |
| Michele Smith                                        | sprint (m)         | 13e       | kwalificatie: 23ste in 12,055 1ste ronde serie 7: 3de herkansingen: 4de |
| Michele Smith                                        | tijdrit (m)        | 28e       | 1.11,820                                                                |
| Michele Smith                                        | puntenkoers (m)    | 28e       | serie 1: 14de met 1 punt                                                |
| Weg                                                  |                    |           |                                                                         |
| Perry Merren                                         | wegwedstrijd (m)   | 58e       | 4:32.56                                                                 |
| Richard Pascal                                       | wegwedstrijd (m)   | 102e      | 4:44.56                                                                 |
| Michele Smith                                        | wegwedstrijd (m)   | DNF       | niet gefinisht                                                          |
| Nick Baker Alfred Ebanks Craig Merren Richard Pascal | ploegentijdrit (m) | 27e       | 2:19.08,0                                                               |

Afghanistan · Algerije · Amerikaanse Maagdeneilanden · Amerikaans-Samoa · Andorra · Angola · Antigua en Barbuda · Argentinië · Aruba · Australië · Bahama’s · Bahrein · Bangladesh · Barbados · België · Belize · Benin · Bermuda · Bhutan · Birma · Bolivia · Bondsrepubliek Duitsland · Botswana · Brazilië · Britse Maagdeneilanden · Brunei · Bulgarije · Burkina Faso · Canada · Centraal-Afrikaanse Republiek · Chili · China · Chinees Taipei · Colombia · Congo-Brazzaville · Cookeilanden · Costa Rica · Cyprus · Denemarken · Djibouti · Dominicaanse Republiek · Duitse Democratische Republiek · Ecuador · Egypte · El Salvador · Equatoriaal-Guinea · Fiji · Filipijnen · Finland · Frankrijk · Gabon · Gambia · Ghana · Grenada · Griekenland · Groot-Brittannië · Guam · Guatemala · Guinee · Guyana · Haïti · Honduras · Hongarije · Hongkong · Ierland · IJsland · India · Indonesië · Irak · Iran · Israël · Italië · Ivoorkust · Jamaica · Japan · Joegoslavië · Jordanië · Kaaimaneilanden · Kameroen · Kenia · Koeweit · Laos · Lesotho · Libanon · Liberia · Libië · Liechtenstein · Luxemburg · Malawi · Malediven · Maleisië · Mali · Malta · Marokko · Mauritanië · Mauritius · Mexico · Monaco · Mongolië · Mozambique · Nederland · Nederlandse Antillen · Nepal · Nieuw-Zeeland · Niger · Nigeria · Noord-Jemen · Noorwegen · Oeganda · Oman · Oostenrijk · Pakistan · Panama · Papoea-Nieuw-Guinea · Paraguay · Peru · Polen · Portugal · Puerto Rico · Qatar · Roemenië · Rwanda · Saint Vincent en de Grenadines · Salomonseilanden · Samoa · San Marino · Saoedi-Arabië · Senegal · Sierra Leone · Singapore · Soedan · Somalië · Sovjet-Unie · Spanje · Sri Lanka · Suriname · Swaziland · Syrië · Tanzania · Thailand · Togo · Tonga · Trinidad en Tobago · Tsjaad · Tsjecho-Slowakije · Tunesië · Turkije · Uruguay · Vanuatu · Venezuela · Verenigde Arabische Emiraten · Verenigde Staten · Vietnam · Zaïre · Zambia · Zimbabwe · Zuid-Jemen · Zuid-Korea · Zweden · Zwitserland